# Аппенхайм
Аппенхайм (нем. Appenheim) — община в Германии, в земле Рейнланд-Пфальц. 
Входит в состав района Майнц-Бинген. Подчиняется управлению Гау-Альгесхайм.  Население составляет 1416 человек (на 31 декабря 2010 года). Занимает площадь 6,98 км².

## Города-побратимы
- Апфельштедт, Германия
- Марано-ди-Вальполичелла, Италия